# Barclays

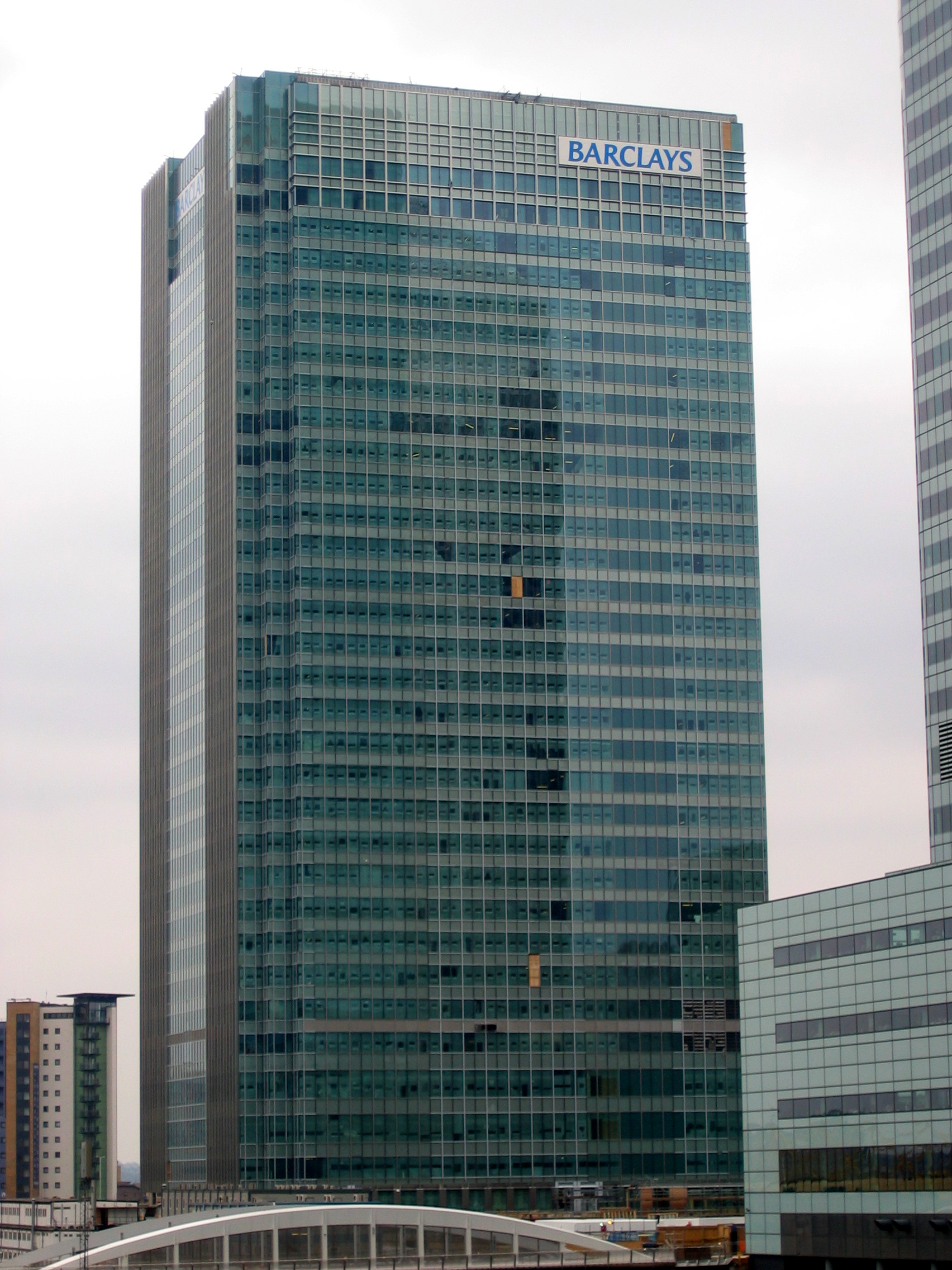
Sede principal del Barclays en Canary Wharf, Londres.

Barclays PLC es una compañía de servicios financieros que tiene su sede en Londres y opera a nivel mundial. Es un holding que cotiza en la Bolsa de Londres, la Bolsa de Nueva York y la Bolsa de Tokio. Actúa a través de su subsidiaria Barclays Bank PLC.
En 2013, era el segundo banco de Reino Unido y el décimo del mundo por volumen de activos. En 2011, operaba en más de 50 países y territorios y contaba con alrededor de 48 millones de clientes.
La sede principal del banco se encuentra en One Churchill Place en Canary Wharf, en London's Docklands (este de Londres), desde mayo de 2005. Anteriormente estaba situada en Lombard Street en Londres. Su principal responsable es Antony P. Jenkins, consejero delegado (CEO, en inglés) del Grupo.

## Historia
El banco fue fundado en año 1690 en la ciudad Londres. Es el sexto banco más antiguo del mundo y el segundo en el Reino Unido (C. Hoare & Co es el primero). El nombre "Barclays" se asoció con la entidad a partir de 1736, cuando James Barclay, yerno de uno de los fundadores, llegó a ser socio del negocio.
En 1728, el banco se estableció en 54 Lombard Street, y se identificó desde entonces con el símbolo del águila negra con las alas desplegadas, que con el tiempo se convirtió en parte de su identidad.

### Cronología
- 1896 — varios bancos en Londres y las provincias de Inglaterra, el Backhouse's Bank de Darlington y el Gurney's Bank de Norwich los más notables, se unieron bajo el nombre de Barclays and Co., una sociedad anónima bancaria.
- 1905–1916 — Adquisiciones de pequeños bancos ingleses que le permiten extender su red.
- 1918 — Fusión del Barclays con el London, Provincial y South Western Bank.
- 1919 — El British Linen Bank fue adquirido por el Barclays Bank, aunque mantuvo su propia junta directiva y contabilidad separada.
- 1965 — Barclays estableció su filial en Estados Unidos, Barclays Bank of California, en San Francisco.
- 1966 — Barclaycard lanzó la primera tarjeta de crédito del Reino Unido.
- 1967 — Barclays inauguró el primer cajero automático en Enfield, al norte de Londres.
- 1969 — La fusión planeada entre el Barclays, el Martins Bank y el Lloyds Bank es vetada por la Mergers and Monopolies Commission.
- 1969 — Es aprobada la adquisición del Martins Bank.
- 1969 — El British Linen Bank es vendido al Bank of Scotland a cambio del 25 % de las acciones de este (operación efectiva desde marzo de 1971).
- 1984 — Barclays obtiene utilidades récord, por causa de las operaciones en Sudáfrica
- 1985 — Barclays Bank y Barclays Bank International se fusionaron como parte de una reorganización, mediante la cual el Barclays Bank PLC se convirtió en un grupo holding, renombrado como Barclays PLC. La banca minorista en Reino Unido fue integrada bajo la forma de BBI y rebautizado como Barclays Bank PLC.
- 1986 — Barclays vende sus operadores en Sudáfrica tras las protestas contra el involucramiento de Barclays en el apartheid. Ese mismo año adquiere Zoete & Bevan y Wedd Durlacher para conformar BZW, y tomar ventaja del auge del mercado de valores en la Bolsa de Londres.
- 1988 — Barclays vende el Barclays Bank of California a Wells Fargo Bank, N.A.
- 1994 — Edgar Pearce, el "Mardi Gras Bomber", comienza una campaña de terror contra el banco y contra la cadena de supermercados Sainsbury's.
- 1996 — Barclays compra Wells Fargo Nikko Investment Advisors (WFNIA) y se fusiona con el BZW Investment Management como Barclays Global Investors.
- 1998 — BZW es dividido y en parte vendido al Credit Suisse First Boston. Retiene el negocio de deuda que forma la fundación de lo que ahora es Barclays Capital.
- 1999 — En un movimiento inusual, como parte de la tendencia del momento free ISPs, Barclays estableció un servicio de internet denominado Barclays.net. Esta entidad fue adquirida por British Telecom en 2001.[5]
- 2000 — Adquisición de Woolwich PLC (anteriormente Woolwich Building Society).
- 2001 — Barclays cerró 171 sucursales en el Reino Unido, muchas de ellas en el área rural.
- 2003 — Barclays compró la corporación de tarjetas de créditos estadounidense Juniper Bank al CIBC y la reorganiza como "Barclays Bank Delaware". Adquiere el Banco Zaragozano, el undécimo en tamaño de España.
- 2004 — Barclayscard toma el control como patrocinador de la Premier League.
- 2005 — Barclays tomó el control de Absa Group Limited, el banco al detalle más grande de Sudáfrica, adquiriendo el 54 % de las acciones, el 27 de julio.
- 2006 — Barclays compró la compañía de mantenimiento HomEq por $469 millones en efectivo, a Wachovia Corp.
- 2006 — Barclays adquirió el sitio web de finanzas Comparetheloan.[6]
- 2006 — Se anunciaron planes para reorganizar las secciones de Woolwich branches como parte del sistema Barclays. Woolwich pasa a ser el nombre de la sección hipotecaria de Barclays.
- 2007 — Barclays anunció la compra de los derechos del Barclays Center, un coliseo para 18 mil personas en Brooklyn (Nueva York), donde los New Jersey Nets planeaban tener su sede.
- 2007 — Se anuncia la fusión con el banco holandés ABN AMRO (en realidad el interés era comprarlo). Una contraoferta fue hecha por el Royal Bank of Scotland conjuntamente con el banco belga Fortis y el Banco Santander de España, unidos bajo el nombre de RFS (Royal/Fortis/Santander).
- 2007 — Barclays acordó comprar Equifirst Corporation de Regions Financial Corporation por $225 millones.
- 2007 — Barclays retiró su oferta por el ABN AMRO dando paso a que el RBS hiciera la adquisición.
- 2007 — Barclays Personal Investment Management anunció el cierre de su oficina internacional en Peterborough y su reapertura en Glasgow, y despidió a cerca de 900 empleados.
- 2008 — Barclays adquirió la sección de tarjetas de crédito de Goldfish por $70 millones consiguiendo 1,7 millones de clientes y $3 mil 9 millones en obligaciones por cobrar.
- 2008 — Barclays compró y controló el banco al detalle ruso Expobank por $745 millones.
- 2008 — Barclays inició sus operaciones en Pakistán con $100 millones.

## Integrantes del Grupo Barclays
- Barclays Bank PLC
- Barclays Bank Delaware
- Barclays Retail Bank
- Barclays Commercial Bank
- Barclays Wealth — Stockbrokers
- Barclays Private Clients International Ltd
- Barclays Private Equity
- Barclaycard
- Barclaycard US
- Barclays Capital
- Barclays Global Investors
- Barclays Africa
- Barclays Portugal
- Firstplus Financial Group PLC
- Barclays Partner Finance

## Barclays en España
Barclays llegó a España en 1976. Barclays ha tenido dos vías principales de crecimiento: orgánica, a través del desarrollo del propio negocio; e inorgánica, a través de las compras de Banco de Valladolid (1982) y Banco Zaragozano (2003). Es el primer banco extranjero del país, y ofrece la más amplia gama de productos y servicios financieros tanto en el ámbito de la banca minorista o de particulares, como en el de la Banca mayorista (banca de inversión y corporativa).
El 8 de mayo de 2014, se anunció la venta de su negocio en España, su principal mercado de banca minorista fuera de Reino Unido. Ello se debió al plan estratégico de Barclays, que quiere centrarse en banca minorista en Reino Unido y África, y en algunas actividades de banca mayorista. El 31 de agosto, CaixaBank acordó con Barclays Bank PLC la adquisición de Barclays Bank S.A.U., gestor del negocio de banca minorista, gestión de patrimonios y banca corporativa de la entidad británica en España, por 800 millones de euros. El acuerdo excluía el negocio de banca de inversión y Barclaycard por lo que Barclays Bank PLC continuaría operando estos negocios en España.
El 2 de enero de 2015, CaixaBank formalizó la adquisición de la totalidad del capital social de Barclays España por 820 millones de euros (importe ajustable en función del patrimonio neto final a 31 de diciembre de 2014 de Barclays España), una vez obtenidas todas las autorizaciones necesarias. Barclays España aportó 550.000 clientes, 262 oficinas, cerca de 2400 empleados y unos activos de 21.600 millones de euros.
El 30 de marzo de 2015, los consejos de administración de CaixaBank y de Barclays Bank S.A.U., filial al 100 % de la catalana desde el pasado 2 de enero, aprobaron su fusión.
El 14 de mayo de 2015, CaixaBank culminó la absorción de Barclays Bank, S.A.U. La integración tecnológica y operativa tuvo lugar en los días 16 y 17 de mayo de 2015. Esta integración se saldó con la salida de 975 empleados.